# Fabricio Andre Pires
Fabricio Andre Pires (29 januari 1982) is een voormalig Braziliaans voetballer.

## Carrière
Fabricio Andre Pires speelde in 2000 voor Kyoto Purple Sanga.